# Simon Callery
Simon Callery (sinh năm 1960 tại London) là một nghệ sĩ người Anh.

## Cuộc sống và công việc
Ông được giáo dục tại trường Campions, Athens, Hy Lạp và có được bằng danh dự hạng nhất của trường Đại học Nghệ thuật Cardiff năm 1983. Ông đã làm việc ở Torino và hiện đang cư trú tại London.
Lần đầu tiên ông trưng bày tại phòng trưng bày Whitechapel năm 1989. Ông vẽ các cảnh quan thành phố được trừu tượng hóa đến mức biến chúng thành những hình ảnh khái niệm.
Năm 1994, Callery được đưa vào triển lãm Nghệ sĩ trẻ Anh lần thứ III tại phòng trưng bày Saatchi. Năm 1996, ông là một trong 19 họa sĩ được chọn cho một triển lãm, tại Bảo tàng Nghệ thuật Hiện đại Oxford, bức tranh đẹp nhất của Vương quốc Anh trong những năm 1990.
Vào tháng 1 năm 1999, phòng trưng bày Saatchi đã cho Bộ sưu tập Hội đồng nghệ thuật 100 tác phẩm, bao gồm cả tác phẩm của Callery.  Bộ sưu tập được quản lý bởi phòng trung bày Hayward, nơi sắp xếp các khoản vay cho các bảo tàng khu vực.
Từ tháng 4 – tháng 8 năm 2003, Callery đã tạo ra Dự án Segsbury, làm việc với các nhà khảo cổ học trên một con mương thời đồ đồng và một pháo đài trên thời đại đồ sắt trên Ridgeway ở Wiltshire và Oxfordshire. Dự án bao gồm điêu khắc và hình ảnh. Triển lãm lớn này chỉ được trưng bày tại hai địa điểm ở Anh, lâu đài Dover và phòng trung bày Storey 
Các triển lãm khác bao gồm Art Now tại Tate Britain và Galerie Philippe Casini tại Paris (năm 2002).
Tác phẩm của anh được tổ chức trong bộ sưu tập của Tate.